# Leonel Peralta
Leonel Héctor Peralta (Rosario, Santa Fe, Argentina, 9 de julio de 1992), es un futbolista argentino que juega de lateral izquierdo.

## Trayectoria

### C.A. Newell's Old Boys
Hizo sus divisiones inferiores en el Newell's Old Boys, empezando en la quinta categoría del balompié argentino en 2010. Se destaca su participación en la final ante el conjunto juvenil de Boca Juniors, la cual se desarrolló el 4 de diciembre. Peralta en esa oportunidad apareció en el once inicial del entrenador Sergio Giovagnoli, y el marcador igualado a un tanto llevó la serie a los lanzamientos desde el punto de penal, donde las cifras de 5-3 favorecieron a los rivales. A partir de 2011, el jugador ascendió de nivel en su club y se posicionó en la cuarta categoría, condición que mantuvo hasta mediados de 2013.

## Clubes
| Club                    | Año         | País       |
| ----------------------- | ----------- | ---------- |
| Newell's Old Boys       | 2012 - 2013 | Argentina  |
| Club Olimpo             | 2013 - 2014 | Argentina  |
| General Paz Juniors     | 2014 - 2015 | Argentina  |
| Alajuelense             | 2015 - 2016 | Costa Rica |
| Municipal Pérez Zeledón | 2016        | Costa Rica |
| Jicaral Sercoba         | 2018        | Costa Rica |
| Municipal Grecia        | 2019        | Costa Rica |
| Guadalupe FC            | 2025        | Costa Rica |